# Wallace (Caroline du Nord)
Pour les articles homonymes, voir Wallace.
Wallace est une ville de Caroline du Nord située dans le comté de Duplin.
La population de la ville s'élevait à 3.344 hab. au recensement de 2000.

## Transports
Wallace possède une gare Amtrak (code : WCE, selon la liste des gares d'Amtrak) et un aéroport (Henderson Field, code AITA : anciennement : ACZ, maintenant : aucun).

## Démographie
| 1890 | 1900 | 1910 | 1920 | 1930 | 1940  |
| ---- | ---- | ---- | ---- | ---- | ----- |
| 119  | 218  | 444  | 648  | 734  | 1 050 |

| 1950  | 1960  | 1970  | 1980  | 1990  | 2000  |
| ----- | ----- | ----- | ----- | ----- | ----- |
| 1 622 | 2 285 | 2 905 | 2 903 | 2 939 | 3 344 |

| 2010  | - | - | - | - | - |
| ----- | - | - | - | - | - |
| 3 880 | - | - | - | - | - |